# Ambrosius Stegmann
Ambrosius Stegmann (* 24. Februar 1663 in Wettin; † 21. Januar 1700) war ein deutscher Mediziner und Stadtarzt in Eisleben.

## Leben
Ambrosius Stegmann studierte an der Universität Erfurt Medizin und wirkte anschließend Ende des 17. Jahrhunderts als Stadtarzt in Eisleben.
Am 12. September 1692 wurde Ambrosius Stegmann unter der Matrikel-Nr. 196 mit dem akademischen Beinamen Aemilius als Mitglied n die Leopoldina aufgenommen.

## Schriften
- Disputatio Inauguralis Medica, De Affectibus Senum Salomonaeis. Charactere Kindlebiano, Erfurti 1692 (Digitalisat)
- Genaue Untersuchung Des Keuterlings/ Wie derselbe Durch versetzte Buchstaben sich als Ein gut Kerl Wegen seiner Qualitäten bey Gesunden und Krancken/ was Geschlechts/ Alters/ Natur/ oder Temperaments sie seyn/ recommendiret mache. Leipzig 1694  (Digitalisat)